# Saint-Loup-Nantouard
Saint-Loup-Nantouard ist eine Gemeinde im französischen Département Haute-Saône in der Region Bourgogne-Franche-Comté.

## Geographie
Saint-Loup-Nantouard liegt auf einer Höhe von 222 m über dem Meeresspiegel, zehn Kilometer östlich von Gray und etwa 31 Kilometer nordwestlich der Stadt Besançon (Luftlinie). Das Dorf erstreckt sich im Südwesten des Départements, im Becken der Saône, auf dem Plateau, das südlich an die Niederung der Morte anschließt.
Die Fläche des 7,64 km² großen Gemeindegebiets umfasst einen Abschnitt der leicht gewellten Landschaft südöstlich der Saône. Eingefasst wird das Gebiet im Norden durch die Morte und im Westen durch das Tal ihres Zuflusses Teuillot. Die Morte fließt durch eine ungefähr ein Kilometer breite Niederung und sorgt für die Entwässerung nach Westen zur Saône. Nach Süden erstreckt sich das Gemeindeareal auf das angrenzende Plateau, das durchschnittlich auf 220 m liegt. Es ist aus Sedimenten aufgebaut, die aus dem Tertiär und der oberen Jurazeit stammen. Die fruchtbaren Alluvialböden der Niederung der Morte sowie das Plateau werden überwiegend landwirtschaftlich genutzt. Ganz im Süden befindet sich das Waldgebiet des Grand Bois. Hier wird mit 243 m die höchste Erhebung von Saint-Loup-Nantouard erreicht.
Die Doppelgemeinde besteht aus den beiden Ortschaften Saint-Loup (222 m) und Nantouard (205 m), beide auf dem Plateau südlich der Morte gelegen. Nachbargemeinden von Saint-Loup-Nantouard sind Saint-Broing und Sauvigney-lès-Gray im Norden, Colombine im Osten und Süden sowie Velesmes-Échevanne im Westen.

## Geschichte
Erstmals urkundlich erwähnt wird Saint-Loup im Jahr 1282. Im Mittelalter gehörte das Dorf zur Freigrafschaft Burgund und darin zum Gebiet des Bailliage d’Amont. Saint-Loup bildete ein Lehen, zu dem seit 1292 auch Nantouard gehörte. Das um 1292 errichtete Schloss wurde 1637 im Rahmen des Dreißigjährigen Krieges von Truppen des Herzogs Bernhard von Sachsen-Weimar in Brand gesteckt. Zusammen mit der Franche-Comté gelangte Saint-Loup mit dem Frieden von Nimwegen 1678 definitiv an Frankreich. Seit Beginn des 19. Jahrhunderts hieß der Ort Saint-Loup-lès-Gray zur Unterscheidung von anderen Gemeinden desselben Namens. Zu einer Gebietsveränderung kam es 1972, als das vorher selbständige Nantouard mit Saint-Loup zur Doppelgemeinde Saint-Loup-Nantouard fusionierte. Heute ist Saint-Loup-Nantouard Mitglied des 16 Ortschaften umfassenden Gemeindeverbandes Communauté de communes du Val de Gray.

## Sehenswürdigkeiten
Die Kirche von Saint-Loup wurde im 19. Jahrhundert im Stil der Neugotik erbaut. Sie besitzt eine reiche Ausstattung, darunter ein Taufbecken aus dem 15. Jahrhundert, zwei vergoldete Statuen (18. Jahrhundert) und verschiedene Reliquien aus dem 16. und 17. Jahrhundert. 
Nahe der Morte steht das Château de Saint-Loup, das ursprünglich aus dem späten 13. Jahrhundert stammt. Aus dieser Zeit sind Turmfundamente erhalten. Das neue Schloss wurde im 18. und 19. Jahrhundert errichtet. Bemerkenswert sind auch die Kapelle mit ihrer gotischen Ausstattung und der große Landschaftspark.

## Bevölkerung
| Jahr                       | 1962 | 1968 | 1975 | 1982 | 1990 | 1999 |
| Einwohner                  | 94   | 102  | 105  | 128  | 124  | 118  |
| Quellen: Cassini und INSEE |      |      |      |      |      |      |

Mit 120 Einwohnern (2007) gehört Saint-Loup-Nantouard zu den kleinsten Gemeinden des Département Haute-Saône. Nachdem die Einwohnerzahl in der ersten Hälfte des 20. Jahrhunderts abgenommen hatte (1906 wurden noch 173 Personen gezählt), wurden seit Beginn der 1970er Jahre nur noch geringe Schwankungen verzeichnet.

## Wirtschaft und Infrastruktur
Saint-Loup-Nantouard war bis weit ins 20. Jahrhundert hinein ein vorwiegend durch die Landwirtschaft (Ackerbau, Obstbau und Viehzucht) und die Forstwirtschaft geprägtes Dorf. Außerhalb des primären Sektors gibt es nur wenige Arbeitsplätze im Dorf. Einige Erwerbstätige sind auch Wegpendler, die in den größeren Ortschaften der Umgebung ihrer Arbeit nachgehen.
Der Ort liegt abseits der größeren Durchgangsachsen an einer Departementsstraße, die von Velesmes-Échevanne nach Sauvigney-lès-Gray führt.